# 練馬区立旭丘小学校
練馬区立旭丘小学校（ねりまくりつあさひがおかしょうがっこう）は、東京都練馬区旭丘にある公立小学校。

## 校名と地名
当地はもともと上板橋村に属し上板橋第三尋常小学校と名付けられたが、練馬区の独立に際して不都合な校名と考えられ父兄公募により旭ヶ丘小学校と改称した経緯がある。これが旭丘という現行の地名の由来となり、後に表記を合わせて旭丘小学校となった。

## 沿革
- 1932年（昭和7年）9月27日 - 上板橋第二尋常小学校の分教場として設立。
- 1938年（昭和13年）1月15日 - 東京市上板橋第三尋常小学校として独立。
- 1939年（昭和14年）2月16日 - 校歌制定（作詞・稲葉幹一、作曲・福井直秋）。
- 1941年（昭和16年）4月1日 - 国民学校令施行により上板橋第三国民学校と改称。
- 1943年（昭和18年）9月3日 - 貯水池兼プール竣工。
- 1944年（昭和19年）8月4日 - 学童疎開（群馬県北甘楽郡妙義町）[注釈 1]。
- 1947年（昭和22年）
  - 1月1日 - 校庭拡張。
  - 4月1日 - 学校教育法施行により上板橋第三小学校と改称。
  - 10月15日 - 練馬区独立（8月1日）にともない旭ヶ丘小学校と校名変更。
- 1948年（昭和23年）4月1日 - 現校章制定。
- 1950年（昭和25年）10月1日 - 校庭拡張。
- 1953年（昭和28年）1月5日 - プール竣工。
- 1959年（昭和34年）4月1日 - 分校を設置（小竹町）。
- 1960年（昭和35年）
  - 3月8日 - 体育館兼講堂竣工。
  - 4月1日 - 分校が小竹小学校として独立。
- 1963年（昭和38年）3月15日 - 旭丘小学校と校名変更。
- 1965年（昭和40年）3月15日 - 現校舎竣工（1974年まで順次）。
- 1976年（昭和51年）3月22日 - 体育館改築。
- 1978年（昭和53年）11月4日  - 開放図書館が完成し、開館。
- 1983年（昭和58年）12月14日 - 防球ネット設置。
- 1987年（昭和62年）10月30日 - 創立50周年記念式典挙行し、祝賀会開催。
- 1989年（平成元年）8月 - 飼育小屋完成。
- 1992年（平成4年）9月10日 - 新野草園完成。
- 1993年（平成5年）5月24日 - 陶芸小屋完成。
- 1994年（平成6年）8月31日 - 新スプリンクラー完成。
- 1995年（平成7年）7月21日 - 窓枠サッシ工事実施中。
- 1998年（平成10年）1月17日 - 開校60周年記念式典挙行し、祝賀会開催。
- 2000年（平成12年）3月31日 - 1階廊下長尺シート敷と学年花壇完成1。
- 2001年（平成13年）
  - 3月16日 - 1階と2階の西トイレを改修。
  - 3月22日 - 平成12年度卒業生による奉仕により、ビオトープ完成。
  - 3月31日 - パソコン室冷暖房設置。
- 2003年（平成15年）
  - 3月24日 - 1階～3階の東トイレ改修。
  - 8月31日 - 校舎外壁前面塗装。
- 2005年（平成17年）
  - 3月20日 - ビオトープ改修。
  - 11月19日 - 特殊学級開級50周年記念行事開催（この日は臨時登校日となる）。
- 2006年（平成18年）8月28日 - 旭丘小博物館改修。
- 2007年（平成19年）11月17日 - 創立70周年記念式典挙行し、祝賀会開催。
- 2008年（平成20年）
  - 9月1日 - 普通教室空調機設置工事完了。
  - 10月8日 - 水道管直結工事完了。
  - 10月29日 - 学校応援団「あさひ山ひろば」開設。
- 2009年（平成21年）
  - 3月16日 - 校庭一部芝生化。
  - 3月20日 - 体育館脇に、飼育小屋完成。
- 2010年（平成22年）
  - 2月28日 - 体育館耐震化改修工事。
  - 4月7日 - 旭丘中学校との給食業務親子化開始。
  - 8月24日 - 耐震補強工事終了。
- 2015年（平成27年）3月20日 - プール改修。
- 2016年（平成28年）9月1日 - 特別支援棟体育館に空調機設置。
- 2017年（平成29年）
  - 4月25日 - オリンピック・パラリンピック教育アワード校に指定される。
  - 11月18日 - 開校80周年記念式典挙行。
- 2018年（平成30年）4月1日 - 相談学級（情緒障害等通級指導学級）から、えご花ルーム（特別支援教室）へ名称変更。

## 通学区域
学区はおおむね江古田駅以東以南であり、豊島区、中野区と接している。
- 旭丘一丁目
- 旭丘二丁目
  - なお、本校は豊島区との区境に近く、豊島区立さくら小学校の方が距離的に近い地域がある。

## 進学先中学校
学区指定による中学校は以下の通りであるが、区立中学校選択制度があり学区外の中学校を希望することもできる、※印は小中一貫教育グループの構成校。
- 練馬区立旭丘中学校(※)

なお本校および旭丘中学校は10年以上にわたって6学級が継続する過小規模校で回復の見込みがないいっぽう建築年数が60年に近いことから、改築統合して小中一貫教育校とする方針である。

## 学区内の主な施設
- 練馬総合病院
- 日本大学芸術学部
- 江古田駅